# صهرجت الصغرى
قرية صهرجت الصغرى هي إحدى القرى التابعة لمركز أجا في محافظة الدقهلية في جمهورية مصر العربية. حسب إحصاءات سنة 2006، بلغ إجمالي السكان في صهرجت الصغرى 22808 نسمة، منهم 11806 رجل و11002 امرأة.

## التاريخ
قرية صهرجت الصغرى من القرى القديمة، حيث وردت باسم «صهرجت الصغرى» في أعمال الشرقية ضمن قرى الروك الصلاحي التي أحصاها ابن مماتي في كتاب قوانين الدواوين، كما وردت باسم «صهرجت الصغرى صهرجت الكنانية» في أعمال الشرقية ضمن قرى الروك الناصري التي أحصاها ابن الجيعان في كتاب «التحفة السنية بأسماء البلاد المصرية». وفي العصر العثماني وردت باسم «صهرجت الصغرى» في التربيع العثماني الذي أجراه الوالي العثماني سليمان باشا الخادم في عصر السلطان العثماني سليمان القانوني ضمن قرى ولاية الدقهلية، وفي تاريخ 1228هـ/1813م الذي عدّ قرى مصر بعد المسح الذي قام به محمد علي باشا باسم «صهرجت الصغرى» ضمن قرى مديرية الدقهلية.